# Phenylpropylhexanoat
Phenylpropylhexanoat (genauer 3-Phenylpropylhexanoat) ist eine organische Verbindung aus der Gruppe der Carbonsäureester. Sie leitet sich von 3-Phenylpropanol und Hexansäure ab.

## Herstellung
Die Veresterung von 3-Phenylpropanol und Hexansäure ergibt 3-Phenylpropylhexanoat und gelingt mit einem Titan/Montmorillonit-Katalysator ohne zusätzliches Lösungsmittel.

## Verwendung
Phenylpropylhexanoat ist in der EU unter der FL-Nummer 09.071 als Aromastoff für Lebensmittel zugelassen.